# Theodor Lebrun

Theodor Lebrun, Schauspieler und Theaterdirektor

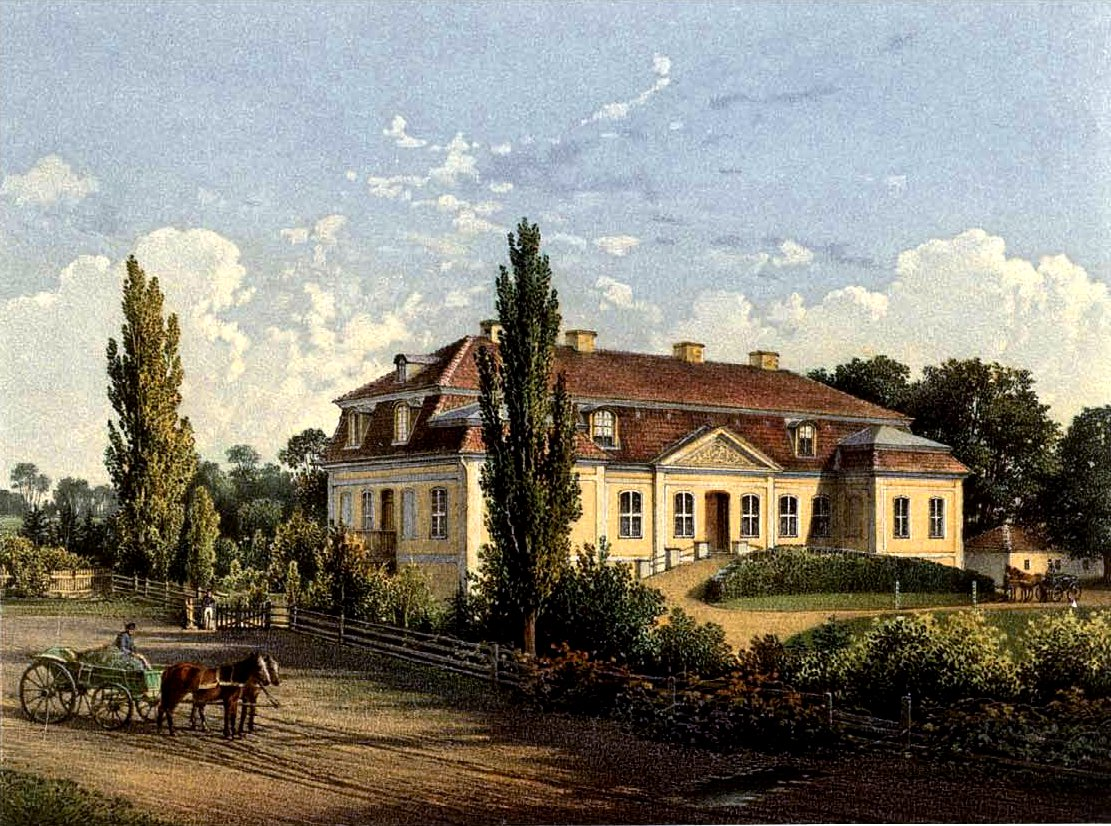
Rittergut Condehnen um 1860, Sammlung Alexander Duncker

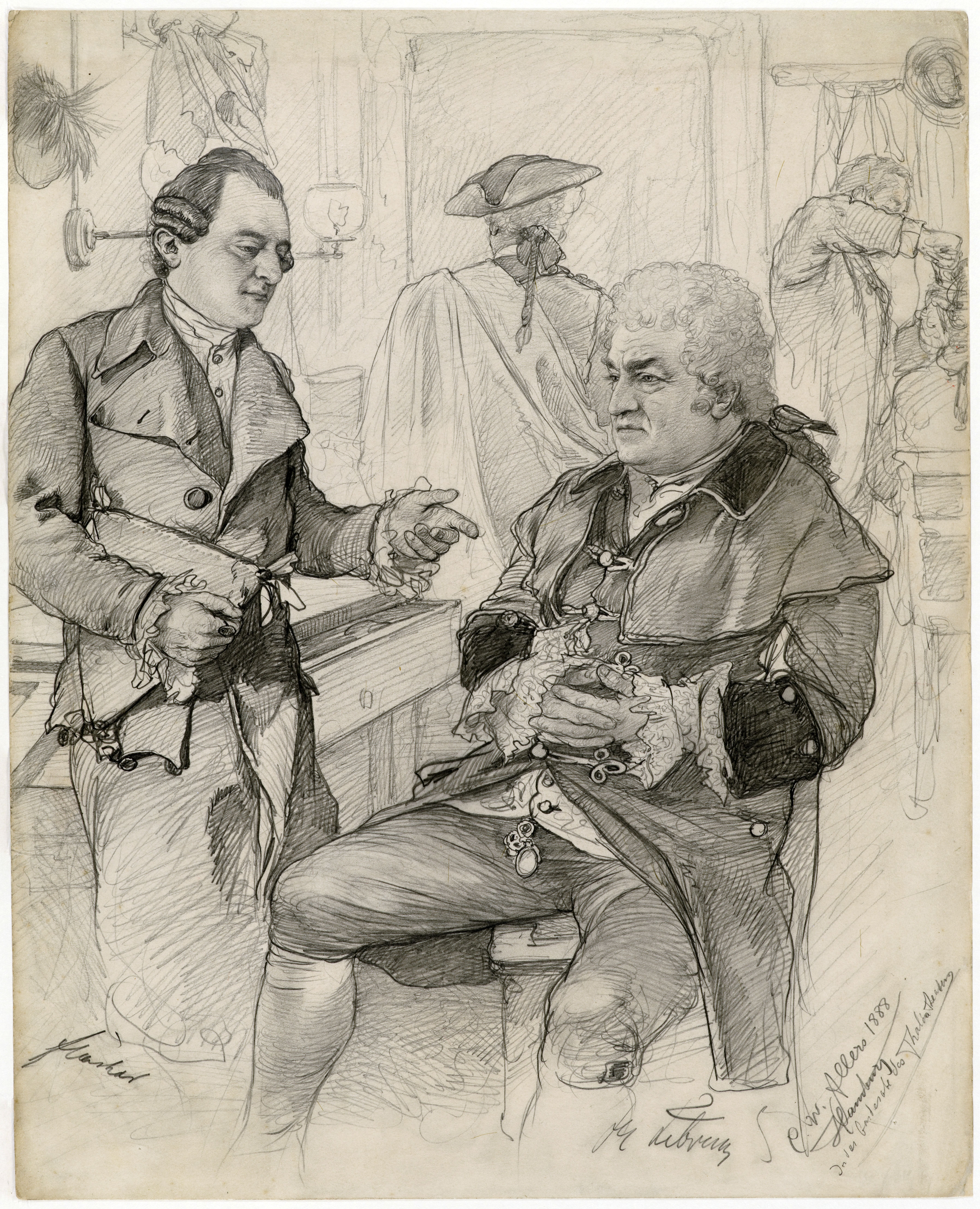
Flashar und Lebrun (rechts) im Thalia Theater (Hamburg), 1888

Theodor Lebrun, eigentlich Theodor Johann Adolph Leinveber, (* 14. Januar 1828 auf dem Rittergut Condehnen bei Medenau, Kreis Fischhausen; † 9. April 1895 in Hirschberg) war ein deutscher Schauspieler und Theaterdirektor.

## Leben
Lebrun war der Sohn eines Gutsbesitzers in Ostpreußen. Er besuchte das Gymnasium in Königsberg bis zum Abitur. Trotz der politisch unruhigen Zeiten der Revolution von 1848/49 ging er im Frühjahr 1848 nach Berlin, um dort an der Universität Medizin zu studieren.
Da Lebrun vom Theater sehr begeistert war und auch im privaten Kreis verschiedentlich bei Aufführungen mitgewirkt hatte, erbat er sich gleich zu Beginn seines Aufenthalts in Berlin Unterstützung bei den Schauspielern Theodor Döring und Hermann Hendrichs. Sie wurde ihm verwehrt; dennoch konnte er bald schon auf der Bühne der Laienschauspielgesellschaft Urania als „Hans Sachs“ debütieren. Dort nahm ihn 1848/49 der Prinzipal Mittelhausen für seine reisende Theatergesellschaft unter Vertrag.
Erste Station mit diesem Ensemble war das Stadttheater in Thorn. 1850 ging er ans Hoftheater in Dessau und war dort erstmals am 26. November als „Fürst Udaschkin“ zu sehen. Danach spielte Lebrun nacheinander in Stettin, Danzig und Breslau; an letzter Wirkungsstätte fungierte er auch als Regisseur.
Er heiratete am 4. Juni 1855 im Schweriner Dom die Hofschauspielerin Sophie Härting.
Für die Saison 1857/58 engagierte man ihn als Regisseur an das Hoftheater Hannover. 1858 kam er seinen Verpflichtungen in Breslau nach, um dann 1859 ans Hoftheater Wiesbaden geholt zu werden. 1865 kündigte er diese Stelle und übernahm für drei Jahre die Leitung des Stadttheaters von Riga. Im Frühjahr 1868 kehrte er samt seiner Ehefrau nach Deutschland zurück und ließ sich in Berlin nieder. Im April desselben Jahres übernahm er von Franz Wallner die Direktion dessen Theaters. Im Laufe des Jahres 1886 wurden die finanziellen Probleme zu groß, und er legte sein Amt als Direktor nieder. Als Schauspieler versuchte am Hamburger Thalia-Theater wieder Fuß zu fassen, doch er konnte an seine früheren Erfolge nicht mehr anknüpfen.
Im Laufe des Jahres 1889 zog er sich von der Bühne zurück und ließ sich im Riesengebirge nieder. 12 Wochen nach seinem 67. Geburtstag starb Theodor Lebrun in Hirschberg und fand dort auch seine letzte Ruhestätte.

## Rollen (Auswahl)
- Hans Sachs – Hans Sachs (Johann Ludwig Deinhardstein)
- Fedor Udaschkin – Graf Waldemar (Gustav Freytag)
- Franz Moor – Die Räuber (Friedrich Schiller)
- Cromwell – Cromwell (Victor Hugo)
- Shylock – Der Kaufmann von Venedig (William Shakespeare)
- Jago – Othello (William Shakespeare)
- Lamoignon – Urbild des Tartüffe (Karl Gutzkow)
- Klaus – Doktor Klaus (Adolph L’Arronge)
- Leopold – Mein Leopold (Adolph L’Arronge)

## Schüler
- Siegfried Heinzel